# 28795 Alexelbert
28795 Alexelbert este o planetă minoră (asteroid), cu un diametru de 2,912 km, din centura de asteroizi. A fost descoperită pe 26 aprilie 2000 la Stația Anderson Mesa de Lowell Observatory Near-Earth-Object Search. 
Obiectul prezintă o orbită caracterizată de o semiaxă mare de 2,3119069 UAi, o excentricitate de 0,07, o înclinație de 4,06179 ° în raport cu ecliptica.